# La Mort d'un artiste
 (janvier 2021).
La mise en forme du texte ne suit pas les recommandations de Wikipédia : il faut le « wikifier ».
Les points d'amélioration suivants sont les cas les plus fréquents. Le détail des points à revoir est peut-être précisé sur la page de discussion.
- Les titres sont pré-formatés par le logiciel. Ils ne sont ni en capitales, ni en gras.
- Le texte ne doit pas être écrit en capitales (les noms de famille non plus), ni en gras, ni en italique, ni en « petit »…
- Le gras n'est utilisé que pour surligner le titre de l'article dans l'introduction, une seule fois.
- L'italique est rarement utilisé : mots en langue étrangère, titres d'œuvres, noms de bateaux, etc.
- Les citations ne sont pas en italique mais en corps de texte normal. Elles sont entourées par des guillemets français : « et ».
- Les listes à puces sont à éviter, des paragraphes rédigés étant largement préférés. Les tableaux sont à réserver à la présentation de données structurées (résultats, etc.).
- Les appels de note de bas de page (petits chiffres en exposant, introduits par l'outil «  Source ») sont à placer entre la fin de phrase et le point final[comme ça].
- Les liens internes (vers d'autres articles de Wikipédia) sont à choisir avec parcimonie. Créez des liens vers des articles approfondissant le sujet. Les termes génériques sans rapport avec le sujet sont à éviter, ainsi que les répétitions de liens vers un même terme.
- Les liens externes sont à placer uniquement dans une section « Liens externes », à la fin de l'article. Ces liens sont à choisir avec parcimonie suivant les règles définies. Si un lien sert de source à l'article, son insertion dans le texte est à faire par les notes de bas de page.
- La présentation des références doit suivre les conventions bibliographiques. Il est recommandé d'utiliser les modèles {{Ouvrage}}, {{Chapitre}}, {{Article}}, {{Lien web}} et/ou {{Bibliographie}}. Le mode d'édition visuel peut mettre en forme automatiquement les références.
- Insérer une infobox (cadre d'informations à droite) n'est pas obligatoire pour parachever la mise en page.

Pour une aide détaillée, merci de consulter Aide:Wikification.
Si vous pensez que ces points ont été résolus, vous pouvez retirer ce bandeau et améliorer la mise en forme d'un autre article.
 (janvier 2022).
Le contenu est difficilement compréhensible vu les erreurs de traduction, qui sont peut-être dues à l'utilisation d'un logiciel de traduction automatique.
 (janvier 2022).
La Mort d'un artiste est une œuvre conceptuelle et performative au contenu critique de l'artiste Abel Azcona. L'œuvre était à la fois une continuation de ses œuvres antérieures et la clôture de la série, jouée en 2018 dans le hall du Circulo de Bellas Artes à Madrid. Ses travaux antérieurs avaient amené Azcona à recevoir des menaces, des persécutions et des actes de violence. Par lettre, l'artiste a invité les organisations, groupes et entités qui avaient menacé sa vie à l'installation, où une arme à feu chargée a été offerte et Azcona se tenait exposé sur une plate-forme surélevée.

## Persécution et critique
Abel Azcona a été impliqué dans plusieurs controverses et procédures judiciaires. Lors de ses premières actions dans les rues de Pampelune en 2005, Azcona a été arrêté à plusieurs reprises. Plus tard, lors de son auto-confinement dans l'œuvre Dark Room, l'opinion publique était contre la dureté de sa privation de liberté et de nourriture qu'il s'était imposée, suscitant la controverse. Le travail a été arrêté après 42 jours et l'artiste admis dans une clinique psychiatrique. De même, lors de l'installation où un autre artiste est resté en permanence dans une poubelle contenant à la Biennale de Lyon, les gens ont parlé en faveur de la fin des travaux.
Les travaux de Azcona avec explicitement la sexualité tels que Empathy and Prostitution (en) ou Las Horas, ont été critiqués lorsqu'ils figurent dans des villes comme Houston et Mexico, villes où au moment de l'exposition ou de antisodomy diversité sexuelle lois existaient. En 2012, il a été menacé et persécuté pour son travail Eating a Koran, dans lequel il a ingéré une copie du Coran à l'Université des Arts de Berlin. Au cours des années 2014 et 2015, il a été arrêté et ses expositions aux États-Unis ont été annulées. En 2014, la première représentation d’Utero à Houston a été critiquée dans les médias pour «avoir dépassé les limites de l'intégrité et mis sa propre vie en danger». Lors d'une exposition à Miami en 2015, douze enfants sont entrés dans une performance à l'intérieur de la galerie d'art avec des armes à feu à la main, avec une critique des lois et de la permissibilité des armes aux États-Unis. L'exposition a été annulée et Azcona a dû retourner en Europe. Quelques mois plus tard, il a effectué une nouvelle œuvre à Chicago, où il dénonçait le caractère politique et idéologique de Donald Trump. L'action artistique a été jugée «héroïque» par le Huffington Post américain. En 2015, il a été dénoncé par l'Union traditionaliste carliste pour avoir exécuté l'œuvre Enterrée à l'intérieur du monument aux morts de Pampelune. L'œuvre exigeait mémoire et réparation pour les victimes du côté républicain. Son exposition à l'intérieur du monument, construite pour exalter Franco, Mola et Sansurjo, a été considérée comme offensante par les conservateurs d'extrême droite.
Le travail d'Azcona dénonce la maltraitance des enfants et a été persécuté et dénoncé pour avoir critiqué l'Église dans des œuvres telles que The Shadow ou Amen ou The Pederasty. Ce dernier a été poursuivi trois fois devant la Cour supérieure de justice de Navarre pour trois crimes et allégations de profanation et de blasphème. Le premier par l'archevêché de Pampelune et Tudela, qui sont des représentants de l'Église catholique du nord de l'Espagne,. Le second, par la Délégation du Gouvernement de Navarre, contrôlée par le Parti Populaire à l'époque, et le troisième par l'Asociación Española de Abogados Cristianos (Association Espagnole des Avocats Chrétiens), qui a également fait plaintes pénales contre Azcona. Les poursuites ont été gagnées par Azcona, cependant le groupe a porté la plainte à la Cour suprême. En attendant que l'affaire soit entendue par la Cour suprême, l'Association des avocats chrétiens, agissant seule en l'occurrence, a intenté une action contre l'Espagne devant la Cour européenne des droits de l'homme de Strasbourg pour ne pas avoir condamné Azcona,, et selon à eux, pour le protéger. Chaque fois que le travail était montré, la plainte était reformulée, donc Azcona a été cité devant la Cour de justice de Palma de Majorque et devant la Haute Cour de justice de Catalogne à Barcelone. Après cinq ans de procédure judiciaire pour des œuvres critiques contre l'Église catholique et plus particulièrement pour la pédophilie, Azcona a déclaré sa «désobéissance» à l'égard des accusations et les plaignants ont inclus une obstruction à la justice dans leurs plaintes,.
En 2016, Azcona a été dénoncé pour exaltation du terrorisme,. Dans son exposition Still Life Azcona a recréé, sous forme de sculptures, de performances et d'installations hyperréalistes, des situations de violence actuelles et historiques dans des thèmes divers tels que la mémoire historique, le terrorisme et les conflits. Deux ans plus tard, en 2018, il est dénoncé par la Fondation nationale Francisco Franco pour avoir exposé dans l'une de ses œuvres un rapport de détonation, signé par un architecte, du monument de la vallée des morts. Il a également été critiqué par l'État d'Israël pour la pièce The Shame, où l'artiste a installé des fragments du mur de Berlin le long du mur de Cisjordanie. La même année, il représente l'Espagne à la Biennale d'art asiatique de Dhaka. Azcona a installé des chaises en bois dans le pavillon avec des enfants en détresse des rues de Dhaka. Sa performance a été interrompue par les protestations de l'organisation et des participants.

## Manifeste
Le Círculo de Bellas Artes a présenté une lecture complète de La présomption de l'artiste comme sujet radical et désobéissant, tant dans la vie que dans le manifeste de la mort,.